# Немецкая отечественная партия
Немецкая отечественная партия (нем. Deutsche Vaterlandspartei) — националистическая партия в Германии. Была основана 2 сентября 1917 года (то есть в годовщину седанской победы) Вольфгангом Каппом и фон Тирпицем. Целью партии было вызвать в германском народе национальное движение, сорвать заключение мира, продолжать аннексионистскую внешнюю политику. Поддерживала политику Пауля фон Гинденбурга и Людендорфа. Получала финансовую поддержку от Верховного командования германской армии. В июле 1918 года, на пике популярности, в партии состояло 1 250 000 членов, но к сентябрю членство сократилось до 800 000. Из-за неудач на фронте популярность партии стремительно падала; согласно полицейским рапортам, подавляющее большинство участников партийных демонстраций приходили не поддерживать партию, а протестовать против неё. Вскоре после ноябрьской революции 1918, просуществовав всего 14 месяцев, партия была распущена.
В 1920 году бывшее руководство партии попыталось произвести путч. А Антон Дрекслер, рядовой член отечественной партии, в 1919 году основал Немецкую рабочую партию (нем. Deutsche Arbeiterpartei)— предшественницу НСДАП.